# Papel cortado chino

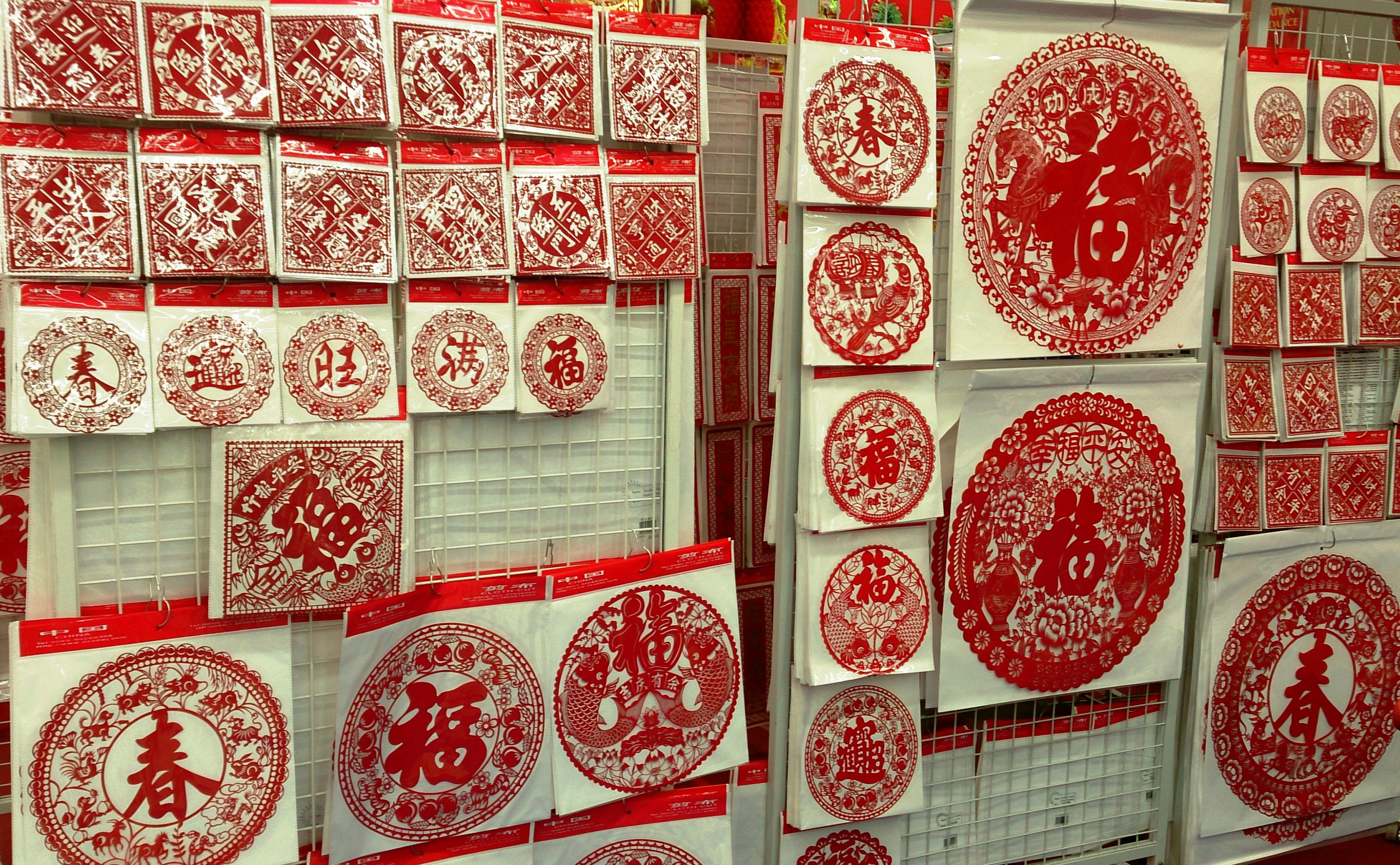
Cortes chinos de papel en tienda.

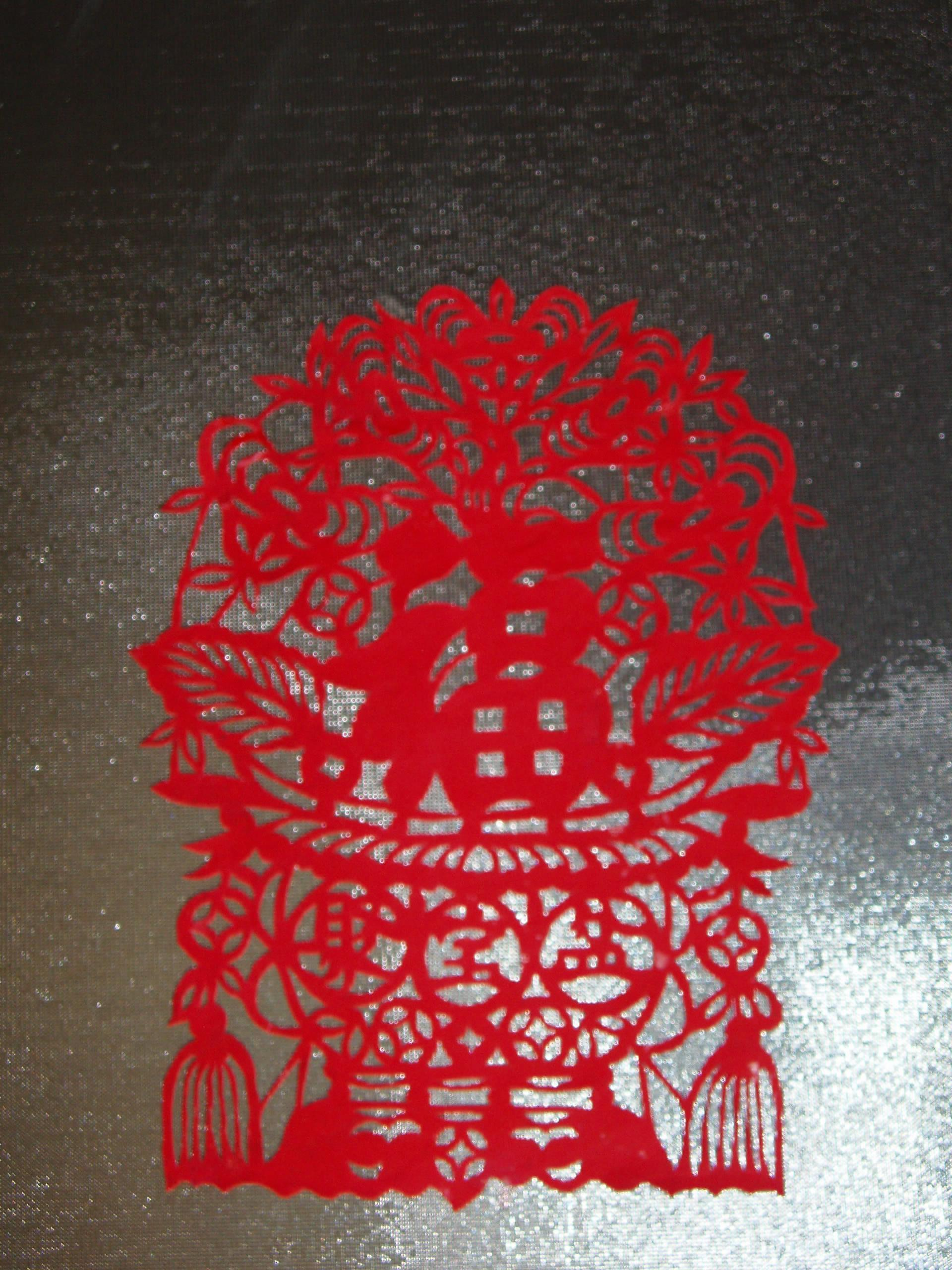
Una "flor de ventana" de papel recortado durante el Año Nuevo chino.

El arte de cortar papel (chino: 剪纸; pinyin: jiǎnzhǐ) en China puede remontarse al siglo II de nuestra era, cuando Cai Lun, funcionario de la corte de la dinastía Han Oriental, inventó el papel.
A medida que el papel se hizo más asequible, el recorte de papel se convirtió en uno de los tipos más importantes del arte popular chino. Más tarde, esta forma de arte se extendió a otras partes del mundo, y las distintas regiones adoptaron sus propios estilos culturales. Como los recortes se utilizan a menudo para decorar puertas y ventanas, a veces se denominan 窗花; chuāng huā, "flores de ventana" o "recortes de papel de ventana". Estas decoraciones de papel recortado suelen pegarse al exterior de las ventanas, de modo que la luz del interior brilla a través del espacio negativo del recorte. Suelen ser de papel rojo, ya que en la cultura china se asocia con la fiesta y la felicidad, pero también se utilizan otros colores. Normalmente, las obras de papel recortado se utilizan en festivales como el Año Nuevo chino, bodas y partos, ya que se considera que simbolizan la suerte y la felicidad.

## Orígenes
El corte de papel chino tiene su origen en la práctica del culto tanto a los antepasados como a los dioses, una parte tradicional de la cultura china que se remonta a unos dos milenios. [Según los registros arqueológicos, el corte de papel se remonta al siglo VI, aunque algunos creen que su historia se remonta al periodo de los Estados Combatientes (alrededor del año 3 a. C.), mucho antes de que se inventara el papel. En aquella época, la gente utilizaba otros materiales finos, como hojas, láminas de plata, seda e incluso cuero, para tallar patrones en negativo. Más tarde, cuando se inventó el papel, la gente se dio cuenta de que este material era fácil de cortar, almacenar y desechar, y el papel se convirtió en el principal material para este tipo de obras de arte.
Durante las dinastías Ming y Qing (1368-1912), este arte conoció su periodo más próspero. Durante más de mil años, la gente (sobre todo las mujeres) crearon obras de papel recortado como actividad de ocio, creando diferentes tipos de recortes de papel y transmitiendo esta artesanía tradicional a sus hijos, lo que dio lugar a que el arte se popularizara. En la China actual se sigue practicando como arte.
Como material, el papel se enmohece y se pudre con facilidad. En el sureste de China, donde suele llover en mayo y junio, el papel se enmohece y se pudre con especial rapidez, por lo que los habitantes del sureste no solían dedicarse al arte del papel cortado, lo que dificulta la búsqueda de obras de siglos anteriores. En cambio, el clima del noroeste de China suele ser seco, por lo que es posible encontrar obras de arte de papel cortado realizadas en las dinastías del Norte en Turpan, provincia de Sinkiang.
El recorte de papel como forma artística maduró durante la dinastía Tang, donde pasó a considerarse no sólo un tipo de artesanía, sino también una obra de arte, ya que las ideas y conceptos se expresaban a través del dibujo recortado en el papel. En las dinastías Ming y Qing, el corte de papel alcanzó su punto álgido. El corte de papel popular se extendió a un mayor número de personas y expresó una abundancia de expresión artística. Se utilizaba para decorar puertas, ventanas y paredes, mostrar felicidad y celebrar festivales.

## Clasificación
El recorte de papel es una de las artes populares más antiguas y populares de China. Puede dividirse geográficamente en un estilo meridional y otro septentrional. El estilo meridional, representado por las obras de Yangzhou, en la provincia de Jiangsu, y Yueqing, en la de Zhejiang, se caracteriza por sus ingeniosos y bellos diseños, su exquisito tallado y sus interesantes formas. El estilo septentrional, principalmente de Yuxian y Fengning, en la provincia de Hebei, y mejor representado por las obras del norte de Shaanxi, se caracteriza por formas exageradas, vigor, representaciones vívidas y patrones diversos.
El papel recortado para ventanas suele cortarse de forma libre, excepto el motivo floral de la esquina. El tema de las decoraciones de papel recortado para ventanas varía mucho, y las más populares se basan en las historias de la ópera tradicional china. Como las decoraciones de papel recortado para ventanas suelen ser compradas por agricultores, el contenido de sus diseños suele describir la agricultura, el hilado, la pesca y la avicultura.

## Simetría

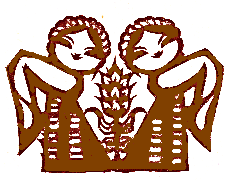
Corte simétrico

Los diseños de las obras de papel recortado varían, desde diseños básicos consistentes en una sola imagen hasta diseños simétricos, formados doblando el papel en secciones proporcionales antes de recortar una forma, de modo que al desplegarlo forma un diseño simétrico. Las obras de papel recortado chinas suelen ser simétricas y se suelen doblar en un número par, como dos o cuatro veces.

## Usos
Hoy en día, los recortes de papel son principalmente decorativos. Animan las paredes, ventanas, puertas, columnas, espejos, lámparas y faroles de las casas y también se utilizan en regalos o se regalan ellos mismos. Se supone que los recortes de papel pegados en las entradas o cerca de ellas traen buena suerte. Los recortes de papel solían utilizarse como patrones, sobre todo para bordados y lacados. Los jóvenes utilizan los recortes de papel como decoración para sus estuches y libros.
El recorte de papel se utilizaba y se utiliza sobre todo como decoración o forma estética de expresar las esperanzas, la gratitud y otras emociones de la gente. Los vivos diseños de los recortes de papel tienen distintos significados. Algunos expresan deseos de una cosecha o una vida próspera, a través de imágenes de una cosecha dorada, animales domésticos y plantas prósperas, así como buena fortuna, una carpa saltando por encima de una puerta de dragón (una historia tradicional china, que indica un salto hacia una vida mejor), turones, leones, kylins (una criatura mítica china), conejos de jade (un animal tomado de la leyenda china), granadas y peonías. Otros diseños presentan figuras legendarias o escenas de mitos o historias tradicionales, como los diseños del Emperador Amarillo, el encuentro del pastor de vacas (牛郎; niúláng) y la tejedora (织女; zhīnǚ), y las 24 historias de piedad filial. Los diseños también pueden mostrar la gratitud de la gente hacia la vida, como los grabados en papel de una muñeca con dos cabellos retorcidos a cada lado de la cabeza, o peces nadando entre plantas de loto.
Los caracteres chinos recortados en papel más famosos son los caracteres 福; fú (que significa "suerte") y 囍; xǐ (que significa "doble felicidad"); ambos caracteres se ven en recortes de papel pegados en puertas o cerca de ellas en China. 福 suele utilizarse durante el Festival del Año Nuevo chino, para desear un año de suerte. A menudo se ve en las ventanas o puertas de los recién casados.
Los recortes de papel en las ventanas están estrechamente relacionados con el comienzo de la primavera, y es tradicional decorarlas para darle la bienvenida. En muchas zonas de China, sobre todo en el norte, se pegan recortes de papel en las ventanas para expresar felicidad por la nueva estación, una tradición que se practica desde las dinastías Song y Yuan.

## Construcción
Existen dos métodos para fabricar tallas de papel chinas: uno utiliza tijeras y el otro, un cuchillo afilado. En el método de las tijeras, se unen varios trozos de papel -hasta ocho- y se corta el motivo con unas tijeras afiladas y puntiagudas.
En el método del cuchillo, se colocan varias capas de papel sobre una base relativamente blanda, consistente en una mezcla de sebo y ceniza. Siguiendo un patrón, los motivos se cortan en el papel con un cuchillo afilado, que se suele sujetar verticalmente. Los artesanos expertos pueden cortar diferentes diseños a mano alzada, sin seguir un patrón.